# Positionsschalter

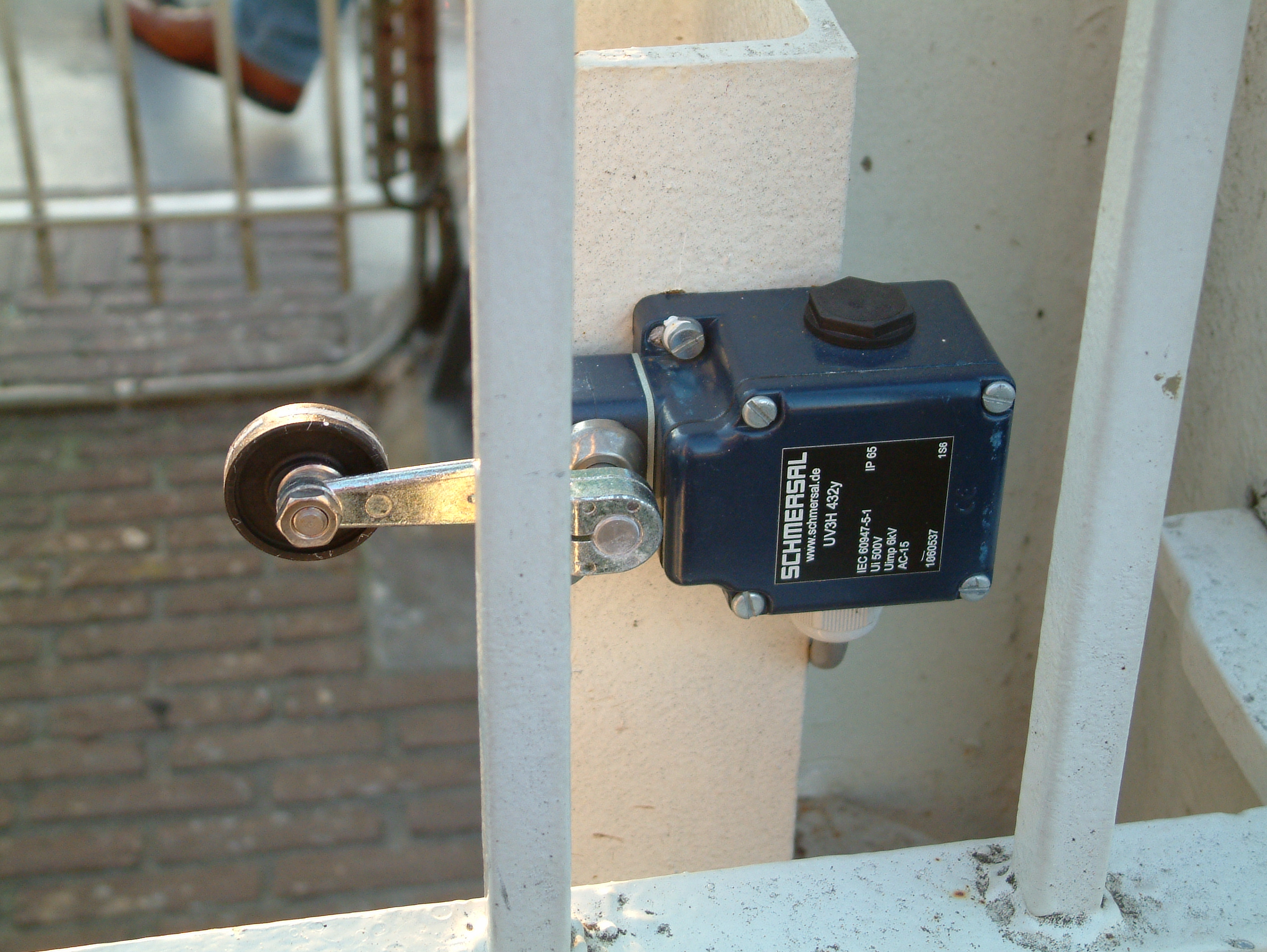
Positionsschalter der Mallegatsschleuse in Gouda, Niederlande

Positionsschalter (auch Endlagenschalter, Endschalter oder Grenztaster) sind Sensoren, die erkennen, wenn ein bewegter Gegenstand (z. B. ein Werkstück oder ein Maschinenteil) eine bestimmte Position erreicht hat. Das erzeugte Signal kann elektrisch, hydraulisch, pneumatisch oder mechanisch weitergeleitet werden. Bei Ablaufsteuerungen im Maschinenbau, die aus mehreren Arbeitsschritten bestehen, erkennen Positionsschalter das Ende einer Bewegung und veranlassen damit den nächsten Schritt des Ablaufs. Positionsschalter sind nach EN 50041 genormt. Sie werden auch als Sicherheitsschalter verwendet (z. B. Tür geschlossen), um Schäden an Mensch und Maschine zu verhindern.
Beispiele für den Einsatz von Positionsschaltern:
1. Der Endlagenschalter des Rolltores einer Tiefgarage erkennt, wenn das Rolltor ganz hochgezogen ist, also seine 'Endlage' erreicht hat. Dieses Signal veranlasst, dass a) der elektrische Antrieb ausgeschaltet wird und b) die Ampel vor dem Tor von Rot auf Grün wechselt.
2. Ein Werkstück soll eine Sackloch-Bohrung erhalten, die jedoch eine bestimmte Tiefe nicht überschreiten darf. Dazu wird ein Positionsschalter der Bohrmaschine so eingestellt, dass beim Erreichen der vorgegebenen Tiefe der Vorschub der Maschine abgeschaltet und der Rückhub eingeleitet wird.
3. Ein Endschalter in der Luftfahrt ist ein Anschlagschalter, der z. B. den mechanischen Vorgang des Fahrwerkfahrens beeinflusst.

Übliche Bauformen für Endlagenschalter sind zum Beispiel Rollenhebelschalter oder berührungslos arbeitende Geräte wie Lichtschranken und Näherungsschalter oder Initiatoren.